# 大間宿禰
　大間宿禰（おおまのすくね、生没年不詳）は、古代日本の人物。安寧天皇皇后・糸井媛の父である。